# Округ Ансон (Северна Каролина)
Округ Ансон (енгл. Anson County) је округ у америчкој савезној држави Северна Каролина.

## Демографија
По попису из 2010. године број становника је 26.948, што је 1.673 (6,6%) становника више него 2000. године.
| Група             | 2000.          | 2010.          |
| Белци             | 12.429 (49,2%) | 12.344 (45,8%) |
| Афроамериканци    | 12.295 (48,6%) | 13.090 (48,6%) |
| Азијати           | 143 (0,6%)     | 288 (1,1%)     |
| Хиспаноамериканци | 211 (0,8%)     | 812 (3,0%)     |
| Укупно            | 25.275         | 26.948         |